# Cacciavite

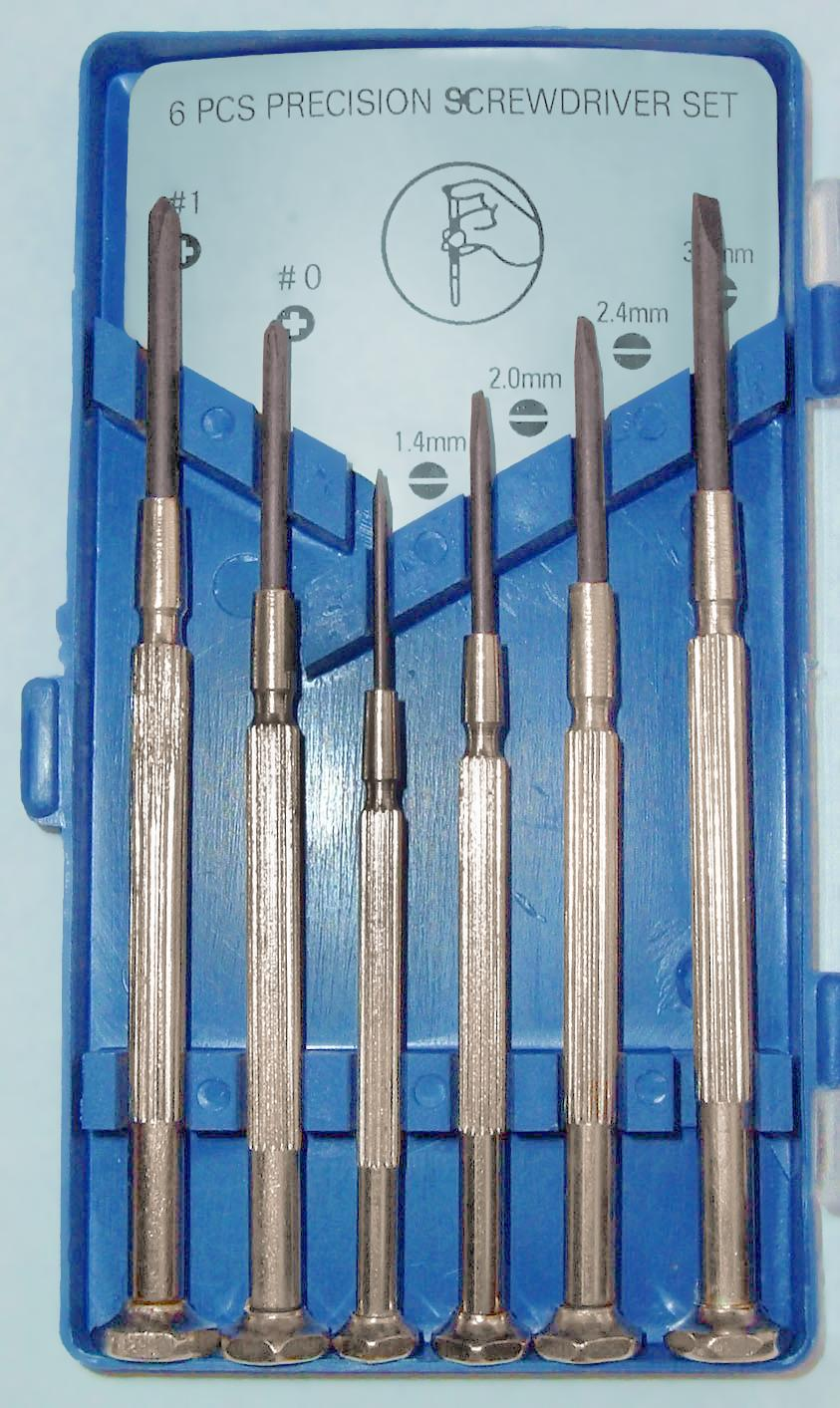
Un kit di cacciaviti di precisione

Il cacciavite (o giravite) è un utensile usato per avvitare o svitare viti costituito da un'impugnatura in plastica e gomma e uno stelo tondo, generalmente di acciaio temprato, la cui punta ha il compito di far presa nella testa della vite per poterla ruotare.

## Caratteristiche

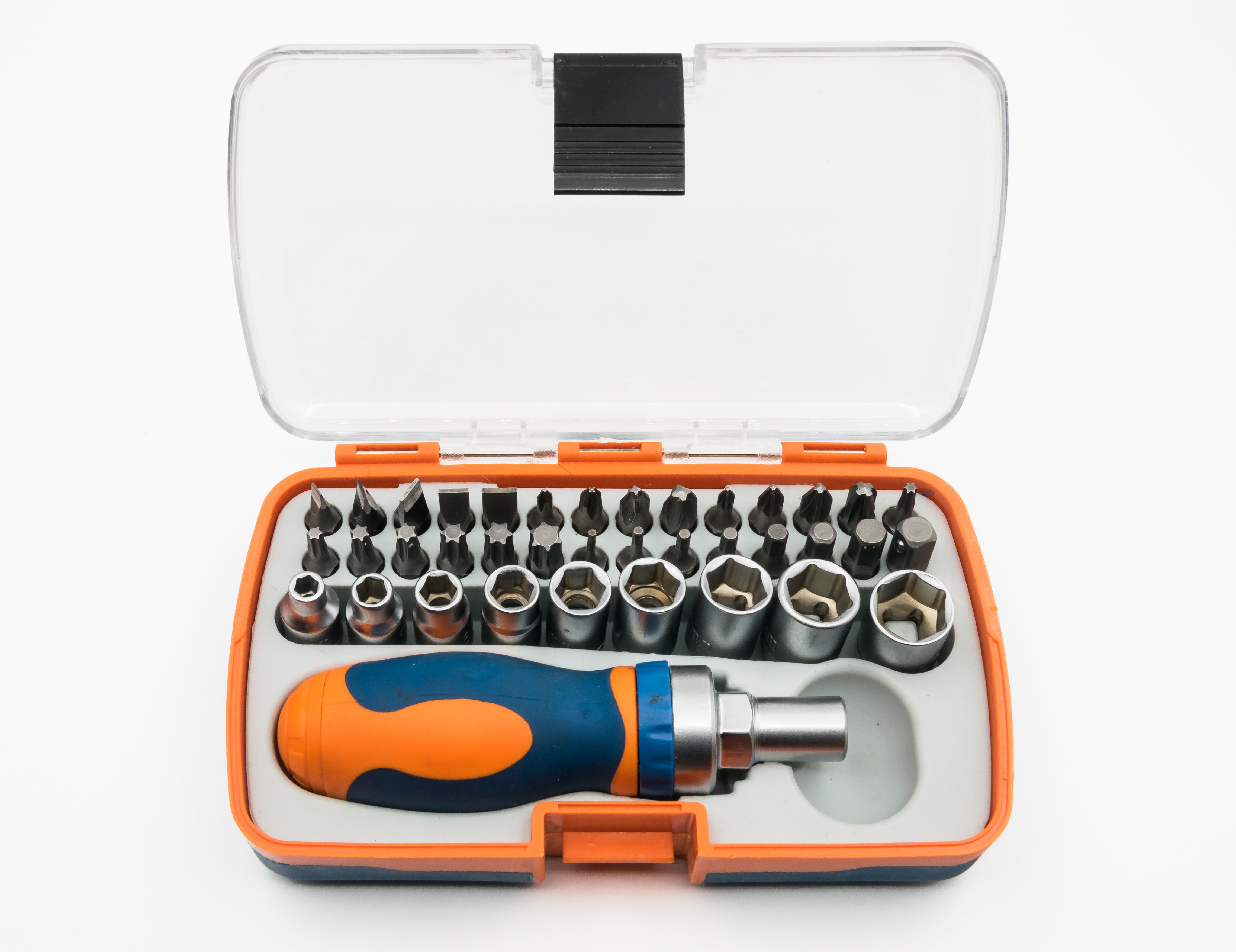
Cacciavite con punte intercambiabili di vario tipo

### Il gambo
Il gambo (detto anche stelo) del cacciavite è la parte che va dall'impugnatura alla punta del cacciavite e può essere di tre tipi:
- Rigido, questo gambo non si torce alle forze a cui è sottoposto e può essere usato anche come leva.
- Per innesti, gambo rigido con profilo finale che può accogliere diversi innesti dalla punta differente
- Flessibile, questo gambo ha la possibilità di flettersi, ma non di ruotare su sé stesso, il che permette di poter posizionare viti in sedi molto vincolate.
- Intercambiabile, questo tipo di gambo è estraibile dall'impugnatura, permettendo così di passare da un tipo di gambo all'altro o di cambiare tipo di punta.

Spesso l'impugnatura non è sferica bensì esagonale o ottagonale per evitare che rotoli quando l'utensile viene poggiato sulla superficie, inoltre esiste l'impugnatura a T che riduce gli sforzi ma rallenta la rotazione. Il materiale con cui è realizzata dipende dall'uso per cui è destinato, come per il cacciavite isolato, tipicamente usato dagli elettricisti per lavorare sotto tensione su impianti fino a 1 000 volt (in questo caso deve essere indicato il nome del costruttore, la tensione che sopporta e altre informazioni come la norma IEC a cui si attiene, l'anno di costruzione o marcature aggiuntive), è necessario un rivestimento particolare, mentre I primi cacciavite erano con impugnatura in legno, oggi i più diffusi sono plastica che può essere morbida, dura o speciale.

### La punta
La punta oltre ad avere il compito di avvitare, può facilitare il compito dell'operatore adoperando una punta magnetica per trattenere le viti in acciaio, ciò facilita la loro collocazione nelle sedi o la loro estrazione dato che queste rimangono adese al cacciavite. La punta del cacciavite può avere forme diverse in base alla vite che si vuole avvitare.
In elettronica, per la taratura dei trimmer, sono usati cacciaviti antinduttivi, la cui asta è costituita da vetronite, plastica o ceramica. Un'altra caratteristica della punta è data dalla possibilità che questa sia intercambiabile con inserti di varie forme e dimensioni.

#### Tipi di punte
Il cacciavite ha tre dimensioni di riferimento, generalmente riportate sul manico o, talvolta, sullo stelo; tali misure sono espresse tre numeri separati da una "x". Queste misure tuttavia cambiano necessariamente i loro riferimenti in funzione dei diversi tipi (forme della punta) di cacciavite che vengono a identificare. Si distinguono per la forma della punta, che deve innestarsi nella corrispondente sede della vite:
- spaccato (o "a taglio" o "fisso" o "a testa piatta"): adatto per viti "spaccate", la punta è piatta e sottile. In questo caso le misure indicheranno "spessore della punta "x" larghezza della punta "x" lunghezza dello stelo". L'uso di questa punta è diffuso nelle officine, nelle falegnamerie e nelle attività di montaggio dei mobili.[3]
- Phillips (abbreviato PH, detto anche "a croce" o "a stella"):[4] adatto per le viti a sezione cruciforme isometrica, la sezione della punta è una croce, che permette di centrare correttamente il cacciavite sulla vite per impedirne lo scivolamento verso l'esterno. Può operare anche su vite Pozidriv e Supedriv. Questa tipologia di punta è principalmente usata nelle attività industriali, come nella manutenzione di attrezzature elettriche.[5]
- Pozidriv (abbreviato PZ): è molto simile alla Phillips, ma con quattro tagli supplementari che ne aumentano la presa. Prima di utilizzare un cacciavite bisogna osservare bene la punta perché l'utilizzo del cacciavite PZ su una vite con impronta PH può danneggiarla oltre che a rendere l'attività più difficoltosa. L'uso di questa punta è molto diffuso in Europa, per montaggio dei mobili e apparecchi elettrici.[3]
- Robertson (o "a punta quadrata").
- Triangolo esterno: dalla forma a triangolo equilatero, viene utilizzato nel settore ferroviario (nelle serrature delle porte delle carrozze dei treni) o dai vigili del fuoco (per sbloccare gli idranti e le vie di accesso), ma poco nell'artigianato.[6]
- Esagonale (a brugola o Allen, abbreviato HEX): conosciuto anche come cacciavite a brugola, ha la testa a sezione esagonale. Usato frequentemente per il montaggio dei mobili.
- Esagono interno Tamper Resistant: si tratta di un profilo di sicurezza che impedisce lo sbloccaggio di un collegamento a vite da parte di persone non autorizzate, possiede un foro che accoglie la controparte nella testa della vite.[7]
- Torx (abbreviato T): adatto per viti Torx, la punta è una stella a 6 punte. Il suo uso è diffuso nel settore automobilistico, nel settore dell'elettronica e dell'informatica. Data l'evoluzione tecnologica nel mondo dei motori, è probabile trovare questo utensile nelle moderne officine meccaniche.
- Tamper Resistant Torx  (torx con protezione, abbreviato TRX): simili alle punte torx, sono dotate di un foro centrale che si trova in corrispondenza della spina centrale presente sulle viti Tamper Resistant Torx, possono inoltre essere utilizzati in alternativa ai torx, ma non il contrario.
- Pentatorx: assomiglia al torx ma ha cinque punte invece di sei.
- Trox plus: TORX®, un profilo a forma di stella con sei punte. Le punte non sono però arrotondate, bensì appiattite.[8]
- Tri-Wing: adatto per viti Tri-Wing, la punta è una stella stilizzata a 3 punte che non passano per il centro della chiave.
- Torq-Set: adatto per viti Torq-Set, la punta è una stella stilizzata a 4 punte che non passano per il centro della chiave.
- Spanner Head: adatto per viti Spanner Head, la punta è una forchetta a due denti rotondi (in commercio come "punta a U").
- Triple Square: adatto per viti Triple Square, la punta è molto simile alle torx.
- Double hex: adatto per viti Double hex, la punta è molto simile alle torx.
- Polydrive: adatto per viti Polydrive.
- One-way: adatto per viti One-way, le quali possono essere solo avvitate da cacciaviti a taglio.
- Ribe-Cv: un'altra tipologia di punte a stella
- Xzn (o Triple square): punta simile a una Torx dotata di più denti, ma molto sottili, trova frequente applicazione nell'industria automobilistica. Lo sporco che si accumula nell'impronta della testa della vite crea difficoltà per i denti perché impediscono il completo inserimento dell'inserto che così rischia di agire come una fresa e danneggiare irreparabilmente la vite e l'utensile.[9]

#### Dimensione punta
Inoltre per ogni tipo di cacciavite - che sia o meno a innesto intercambiabile - esistono degli indicatori numerici che definiscono le dimensioni della punta, le più comuni sono:
- Innesti per cacciavite a taglio: misura data dalla larghezza della punta, ad esempio 3mm, 4mm, 4,5mm, 5mm, 5,5mm, 6mm, 6,5mm, 7mm, 8mm.
- Innesti per cacciavite Phillips: PH0, PH1, PH2, PH3 e PH4.
- Innesti per cacciavite Pozidriv: PZ0, PZ1, PZ2, PZ3, PZ4, e PZ5.
- Innesti per cacciavite a brugola: 1,5mm, 2,5mm, 2mm, 3mm, 4mm, 5mm, 6mm, 8mm, 1/16", 1/8", 3/16", 3/32", 5/32", 5/64", 7/32", 7/64", 9/64".
- Innesti per cacciavite TORX: da T (o TX) da 1 a 100.
- Innesti per cacciavite TORX con protezione: RTX da 1 a 100.
- Innesti per cacciavite TRI-WING: 1, 2,3,4.
- Innesti per cacciavite TORQ-SET: 6, 8, 10.
- Innesti per cacciavite Spanner: 1, 2, 3.
- Innesti per cacciavite Spline:  5, 6, 8.

## Profili speciali

### Profilo antintrusione
Le viti Torx e Brugola appartengono a una categoria di viti disponibili anche nella versione antintrusione, in questa versione, un piccolo perno centrale impedisce al comune cacciavite la sua rimozione, per la quale occorre un attrezzo avente un foro cieco al centro, questo tipo di profilo non ha il compito d'impedire lo svitamento della vite, ma che utenti non autorizzati aprano un determinato organo, il quale può essere riparato da un personale munito di tali chiavi. Questo tipo di profilo sta diventando molto presente, ma dato che tali chiavi possono essere vendute a chiunque, si usano sempre profili nuovi.

### Profilo antisvitamento
Un cacciavite si usa per avvitare le one-way, particolari tipi di vite che non possono essere svitate. La punta del cacciavite è o a taglio o simile alla croce ma conformata a elica, dato che la vite ha i taglienti ricavati in modo da permetterne la rotazione solo nel senso di avvitamento. Esistono comunque anche altre conformazioni antisvitamento tali da non permettere la riapertura dell'organo a nessun operatore.

## Versioni speciali

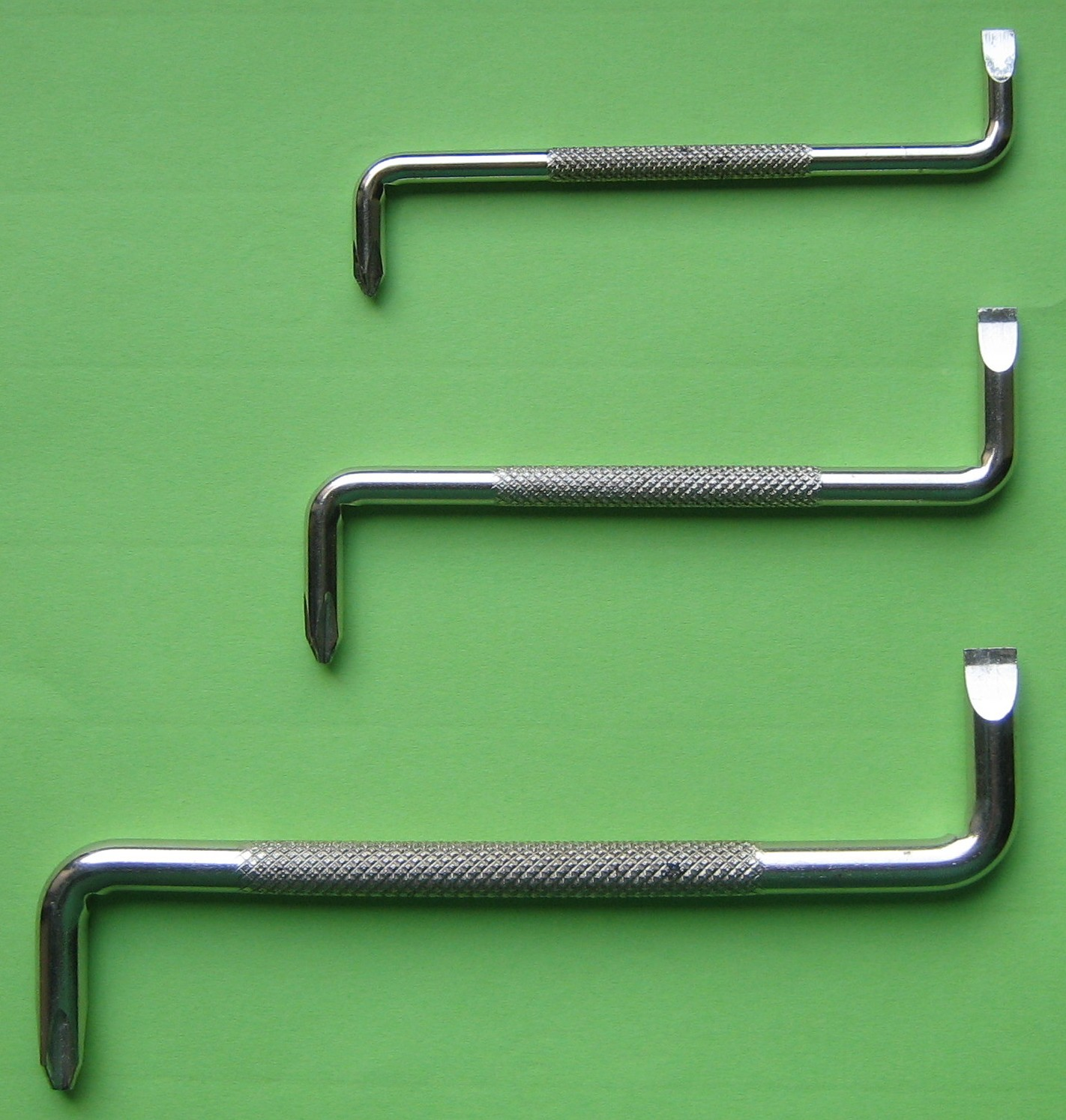
Cacciaviti ad angolo

### Cacciavite a percussione
Il cacciavite a percussione è un tipo particolare di cacciavite, da usare in accoppiamento con un martello, che permette di svitare viti rimaste bloccate o con coppia di serraggio molto elevata.
Questo cacciavite ha un'impugnatura molto generosa, la quale ingloba un sistema che permette alla punta del cacciavite, che generalmente è del tipo intercambiabile, una rotazione per ogni percussione data dal martello, in modo che la punta non tenda a fuoriuscire dalla sede della vite e da non dover imprimere troppa forza al cacciavite, in alcuni modelli è anche possibile scegliere il senso di rotazione della punta tra destra e sinistra.

### Cacciavite ad angolo
Una particolarità di questi utensili è che esistono dei cacciaviti con parte della lama piegata a 90°; questi sono chiamati tecnicamente "cacciaviti ad angolo" o anche "cacciaviti da vespista", in quanto servivano ai vespisti per regolare o smontare l'interruttore dello stop a pedale degli scooter "Vespa".

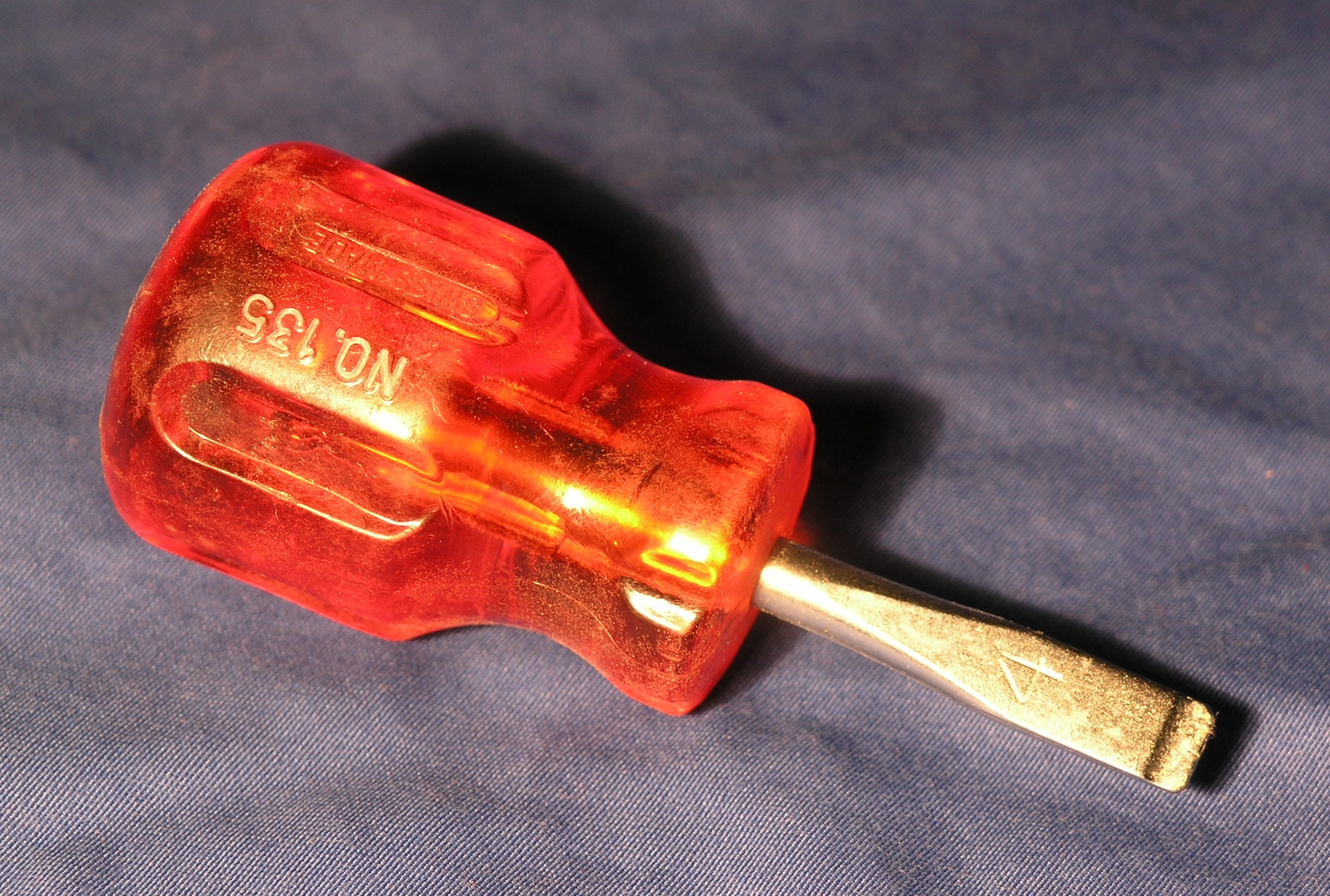
Un cacciavite nano

### Cacciavite nano
Altro tipo è costituito dai cacciaviti corti, che hanno come denominazione tecnica "cacciaviti nani" o "cacciavite da elettrauto" perché serviva a regolare il clacson delle autovetture posizionato in uno spazio dove un normale cacciavite non poteva entrare.

## Avvitatore
Versioni particolari di cacciavite, detti avvitatori, sono usate nell'assemblaggio di manufatti nelle catene di montaggio di grandi serie, l'azionamento di tali avvitatori avviene tramite aria compressa o corrente elettrica, l'operatore attiva la rotazione tramite la pressione di una leva posta sul manico del cacciavite. Per uso hobbistico, in officine o botteghe dove è richiesta una maggiore libertà o in luoghi sprovvisti di punti d'alimentazione e assenza di generatori elettrici, sono in commercio cacciaviti elettrici azionati da batterie incorporate nell'impugnatura, solitamente nella confezione dell'attrezzo è compreso il caricabatteria, e una serie di inserti adatti ai vari tipi di viti. Per ridurre al minimo l'usura del tagliente dell'inserto, quelli di buona qualità sono realizzati in acciaio cementato.